# 何薦可
何薦可（1558年—1630年），字替否，號具茨，湖廣承天府潜江县人，明朝政治人物，同進士出身。

## 生平
万历二十八年（1600年）庚子乡魁，四十一年（1613年）癸丑科进士，初授常州府推官，按狱必焚香露祷，然后具状，置于理者自以不冤。以治行异等，行取户部主事，天啓元年（1621年）擢南广西道御史，疏边疆战守无长策，经抚异同生嫌，备陈失援致衄，旁掣纷嚣之情，痛切千余言。又以留都根本重地，久缺司马，宜急简本兵，急议督练专官。劾首揆温体仁因循误国，降秩，旋复，乃引病去。著有《二戴删繇定注》行世，年七十三卒，崇祯四年祀乡贤。

## 家族
曾祖何琦。祖何一经。父何绫。
子何翰，举人，事载孝子传。次子何凤翙，岁贡士。孙何晖祚，恩贡，闯寇乱，随父诩、母陈避湖中，贼至将遇害，晖祚哀鸣乞代，贼悯而并释之，未仕卒